# Corythucha pallipes
Corythucha pallipes är en insektsart som beskrevs av Parshley 1918. Corythucha pallipes ingår i släktet Corythucha och familjen nätskinnbaggar. Inga underarter finns listade i Catalogue of Life.